# Hortense Ellis
Hortense Ellis (18 de abril de 1941 – 19 de octubre del 2000) fue una cantante de reggae, rocksteady y ska, muy popular en los años sesenta y setenta. Era hermana del fallecido cantante Alton Ellis, conocido como "el padrino del rocksteady".

## Biografía
Ellis nació Kingston, Jamaica, su padre trabajaba en las vías del tren, mientras que su madre atendía un puesto de frutas. Junto con sus seis hermanos y sus padres pronto se mudaron a Trenchtown, Jamaica, un barrio marginado, pero habitado por muchos músicos. A los 18 años, participó en "Vere Johns Opportunity Hour", un programa de concursos que promovía el nuevo y joven talento. Ahí cantó su versión de "I'm Not Saying No At All", una canción de Frankie Lymon; su desempeño impresionó tanto a la audiencia como al panel de jueces, por lo que la invitaron a volver. Desde ese momento, se dedicó a entrar a concursos de canto, alcanzando seis semifinales y cuatro finales. En 1964 se le otorgó el premio de la copa de plata a la mejor vocalista femenina de Jamaica. Repetiría el premio cinco años después.
En los años sesenta, Ellis ofreció un tour por Jamaica con el grupo de reggae Byron Lee and The Dragonaires, con quienes empezó a grabar un álbum a lo largo de su recorrido, siendo ayudados por los mejores productores de la isla como Ken Lack, Coxone Dodd y Duke Reid.
Mientras su hermano Alton Ellis también grababa con Coxone Dodd, este último productor adaptó las canciones de Alton para la voz femenina de Hortense Ellis, con el objeto de "explotar la conexión familiar". Algunas de estas canciones son "Why Do Birds" y "I'm Just A Guy", mientras que Dodd juntó a los hermanos para cantar a dueto "I'm In Love" y "Easy Squeeze".
Pronto Hortense y su hermano viajaron a Canadá en 1971 para dar unos conciertos, sin embargo, al año siguiente, Hortense viajó de regreso a Jamaica donde se casó con Mikey "Junior" Saunders. El matrimonio tuvo cinco niños, uno cada año. Mientras que la crianza de sus hijos repercutió en sus conciertos, Hortense Ellis permanecía constantemente en el studio. Cuando trabajaba para el productor Lee "Scratch" Perry, grabó bajo el seudónimo de Mahalia Saunders varios acetatos que incluyeron canciones como "Right On The Tip Of My Tongue" y "Piece Of My Heart".
El éxito de Hortense Ellis se vería a finales de los años setenta, cuando grabó una canción para Gussie Clarke, llamada "Unexpected Places". La canción fue un gran éxito en Jamaica, así como en Gran Bretaña, donde apareció bajo el sello Hawkeye.
Para el productor Bunny "Striker" Lee, Hortense adoptó el seudónimo Queen Tiney y grabó "Down Town Ting", una canción respuesta para el éxito "Uptown Top Ranking" del dúo de reggae Althea & Donna. La canción de Queen Tiney se basó en el ritmo del gran éxito de Alton Ellis "I'm Still In Love With You".
Durante este tiempo, Hortense Ellis volvió a editar sus canciones de Coxone/Studio con Soul Syndicate, The Aggrovators y el equipo de Sly Dumbar y Robbie Shakespeare. El aumento de la popularidad por el género lovers rock a fines de los setenta y a principios de los ochenta, orilló a Ellis a editar un cover de algunos clásicos como "Down The Aisle" (de Patti Labelle) y "Young Hearts Run Free" (de Candi Staton).
Después de divorciarse de Mikey Saunders, Ellis aprovechó y vivió en Nueva York y Miami durante los años ochenta. Al regresar a Jamaica en 1989, empezó a tener problemas de salud, pero aun así logró dar algunos conciertos en vivo. Pudo recobrar fuerzas para viajar por motivos personales a Nueva York en el verano de 1999, pero para el año siguiente, su salud se agravó.

### Muerte
A Hortense Ellis le diagnosticaron en 1990 cáncer de garganta. Posteriormente, a pesar de los intentos de su hija Sandra Saunders de obtener el tratamiento para su madre en Miami, Estados Unidos, Ellis decidió regresar a Jamaica y morir allá. Cuando llegó, fue hospitalizada de emergencia por su enfermedad y por un dolor incontrolable. El 19 de octubre del 2000 murió en su cama debido a una infección de estómago.

## Discografía

### Como solista
- Reflections (1979)
- Feelings (1978)
- Jamaica's First Lady of Songs (1977)

### A dueto
- Alton & Hortense Ellis (1990)